# كلارك جيبسون
كلارك جيبسون (بالإنجليزية: Clark Gibson)‏ هو عالم سياسة أمريكي، ولد في 23 يونيو 1961.